# Kocsér
Kocsér là một thị trấn thuộc hạt Pest, Hungary. Thị trấn này có diện tích 67,28 km², dân số năm 2010 là 1905 người, mật độ 28 người/km².